# Apies
A la mitologia romana, Apies (en llatí Appias) era una de les Crenees, una nàiada que vivia a les dues fonts que hi havia properes al Temple de Venus Genetrix al Fòrum romà. La font estava envoltada d'estàtues de nimfes, anomenades les Apíades, encara que tradicionalment les Apíades són la Concòrdia, Minerva, Pax, Venus i Vesta.